# Equipo de pitch and putt de Gran Bretaña
El equipo nacional masculino de pitch and putt de Gran Bretaña representa a Gran Bretaña en las competiciones internacionales de pitch and putt.
Está gestionado por la Asociación Británica de Pitch and Putt (BPPA), uno de los fundadores de la Asociación Europea de Pitch and Putt, el organismo rector que desarrolla el pitch and putt en Europa y organiza el Campeonato Europeo de Pitch and Putt, donde Gran Bretaña alcanzó el segundo puesto. lugar en 1999. En 2006 la "Asociación Británica de Pitch and Putt" participó en la creación de la Federación Internacional de Pitch and Putt (FIPPA), que organiza la Copa Mundial de Pitch and putt.

## Participaciones

### Copa Mundial
| Año  | Pos. |
| ---- | ---- |
| 2004 | 5°   |
| 2006 | 7°   |
| 2008 | 4°   |

### Campeonato Europeo
| Año  | Pos.              |
| ---- | ----------------- |
| 1999 | Medalla de plata  |
| 2001 | 6°                |
| 2003 | 6°                |
| 2005 | 4°                |
| 2007 | Medalla de bronce |
| 2010 | 4°                |

## Jugadores

### Equipo actual
- Steve Deeble
- John Deeble
- Savio Fernandes
- Jamie Deeble
- Neil Green
- Ron Cope